# 第49回スーパーボウル
第49回スーパーボウル（Super Bowl XLIX）は、2015年2月1日にアメリカ合衆国アリゾナ州グレンデールのユニバーシティ・オブ・フェニックス・スタジアムで開催されたアメリカンフットボールの試合。2014年シーズンのNFL優勝をかけて、AFC王者ニューイングランド・ペイトリオッツとNFC王者シアトル・シーホークスが対戦した。その結果、28-24でペイトリオッツが10年ぶり4回目の優勝を果たした。MVPにはペイトリオッツのQBトム・ブレイディが選ばれた。

## 開催地決定まで
2005年10月の投票で、ラマー・ハントの功績を称え、ミズーリ州カンザスシティで開催されることが一旦は決定していた。しかし、スタジアム改修の財源が確保できず、地元の理解も得られなかったことから、第49回スーパーボウル開催地の決定が取り消された。
その後、再び投票による開催地の選定がされ、アリゾナの他にフロリダ州のタンパとマイアミも開催の意思を示した。2011年4月、NFLのスポークスマンは、アリゾナとタンパが最終候補になったことを発表した。同年10月にヒューストンで行われたオーナー会議でタンパを破り、アリゾナ州グレンデールでの開催が決定した。アリゾナ州でスーパーボウルが開催されるのは第30回スーパーボウル、第42回スーパーボウルに続いて3度目、同スタジアムでスーパーボウルが開催されるのは、イーライ・マニング、マイケル・ストレイハン、トム・ブレイディ、ランディ・モスといった選手が出場した第42回大会以来、7年ぶり2度目となる。
| 回 | AFC代表                            | スコア | NFC代表                    | MVP | MVP                |
| -- | ---------------------------------- | ------ | -------------------------- | --- | ------------------ |
| 42 | ニューイングランド・ペイトリオッツ | 17-14  | ニューヨーク・ジャイアンツ | QB  | イーライ・マニング |

   は、勝利したチーム

## 出場チーム
NFC代表シアトル・シーホークスはNFC第1シードから2年連続3度目の出場、AFC代表ニューイングランド・ペイトリオッツはAFC第1シードから3年ぶり8度目の出場である。勝利すれば、シーホークスは2年連続2度目、ペイトリオッツは10年ぶり4度目のスーパーボウル制覇となる。スーパーボウルでの両チームの対戦は初めてである。

### シアトル・シーホークス

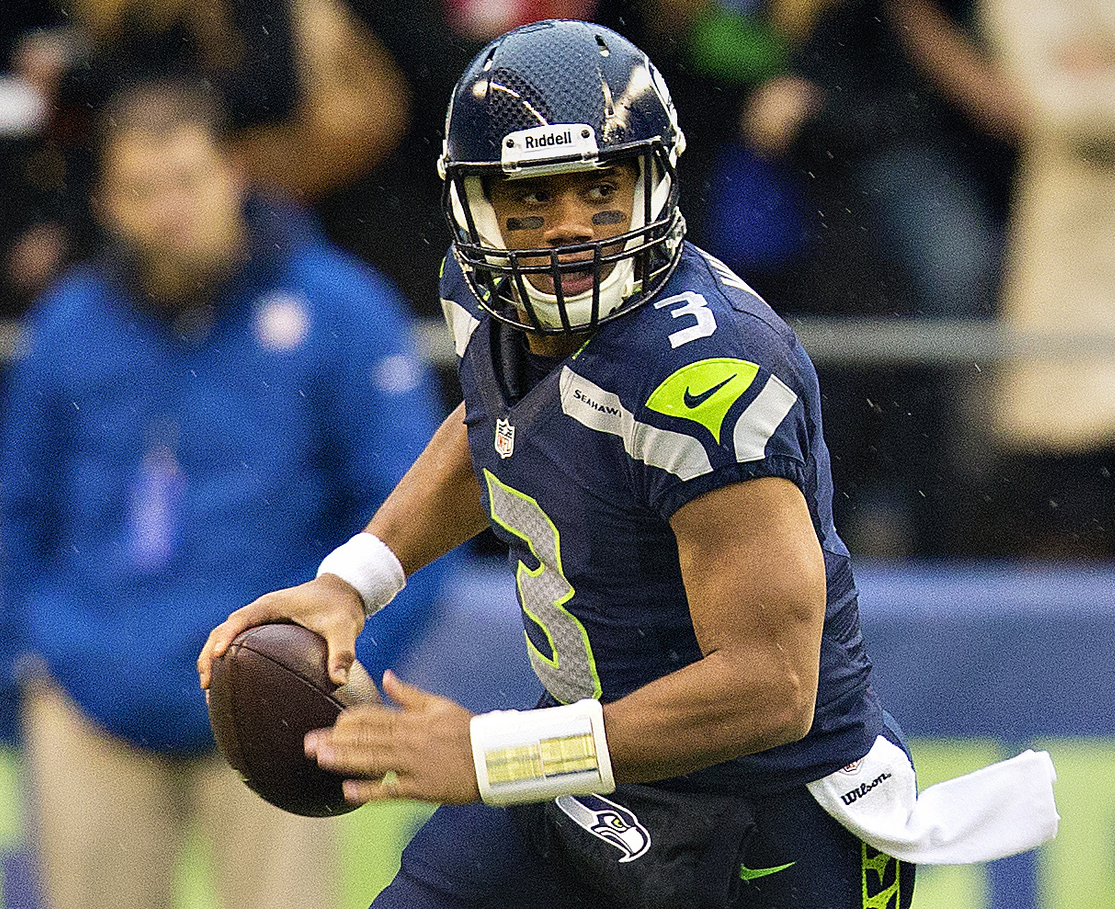
QBウィルソン

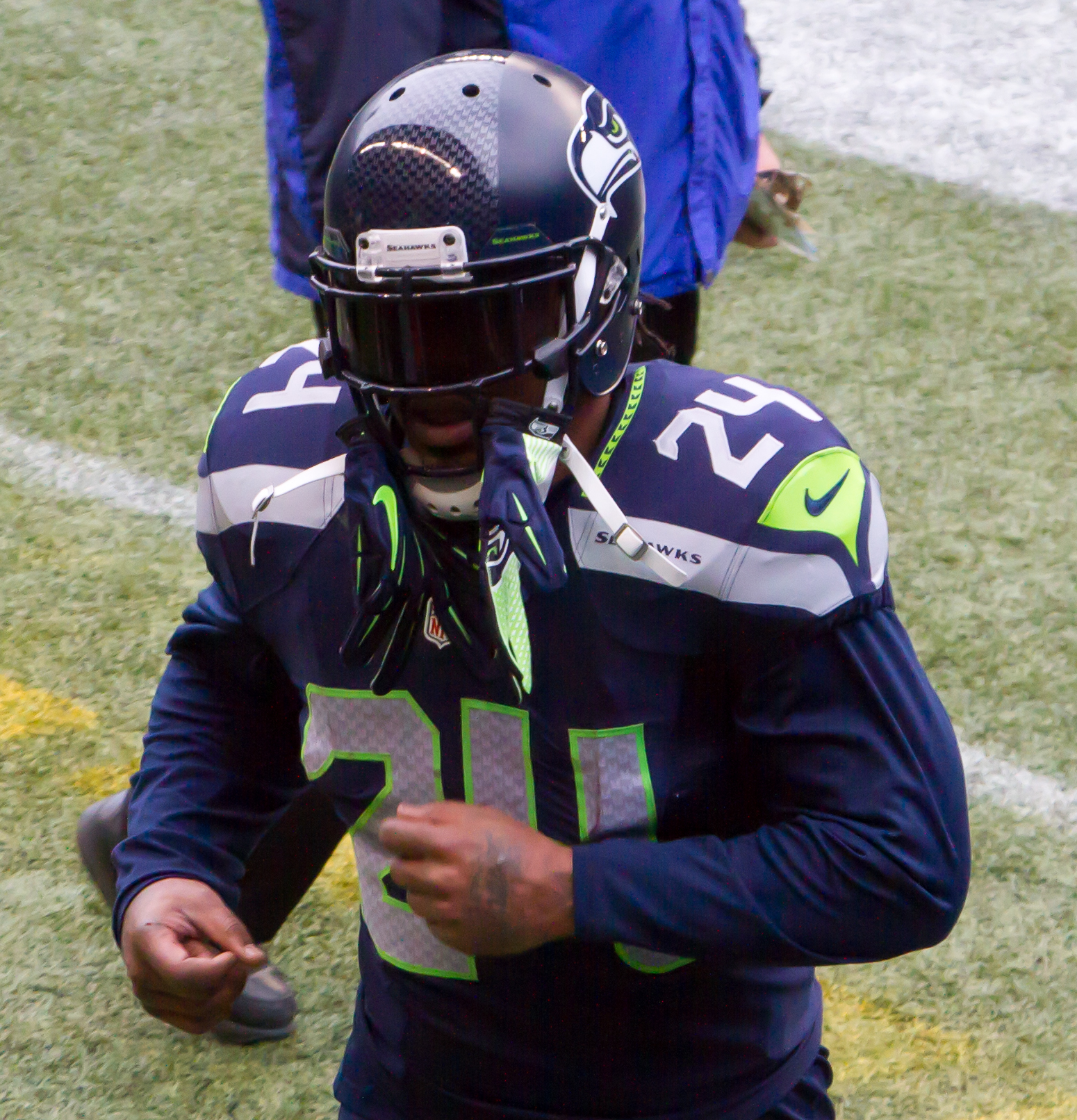
RBリンチ

前年のスーパーボウルチャンピオンであるシーホークスもスロースタートであった。開幕から6試合で3勝3敗であったチームは、残り10試合で9勝しNFCトップの12勝4敗でシーズンを終えた。プレーオフではカロライナ・パンサーズを31-17、グリーンベイ・パッカーズを28-22で破り2年連続のスーパーボウル出場を決めた。
QBラッセル・ウィルソンはパス成功率63.l%、3475ヤード、20TD、7INTの成績をあげるとともに、ランでも849ヤードを走り6TDをあげた。WRダグ・ボールドウィンが66回のレシーブで825ヤード、3TD、ジャーメイン・カースが38回のレシーブで537ヤード、TEルーク・ウィルソンが22回のレシーブで362ヤードを獲得した。RBマーショーン・リンチはNFL4位の1306ヤードを走り13TD、37回のレシーブで364ヤード、4TDをあげて4度目のプロボウルに選ばれた。RBロバート・タービンは、310ヤードを走るとともに16レシーブをあげた。スペシャルチームでは、スティーブン・ハウシュカがFGを37本中31本成功（成功率83.8%）、NFL4位の134点をあげた。
ディフェンスはNFL1位となった。マイケル・ベネットがチームトップの7サック、ブルース・アービンが6.5サック、2インターセプト、2TDをあげた。LBK・J・ライトは107タックル、3ファンブルフォース、ボビー・ワグナーは104タックルをあげてプロボウルに選ばれた。リージョン・オヴ・ブームと呼ばれたチームで最も強力なユニット、セカンダリーでは先発4人のうち、リチャード・シャーマン、アール・トーマス、カム・チャンセラーの3人がプロボウルに選ばれた。シャーマンは4インターセプト、トーマスは97タックル、4ファンブルフォース、チャンセラーは78タックル、6パスディフェンスの成績を残した。

### ニューイングランド・ペイトリオッツ

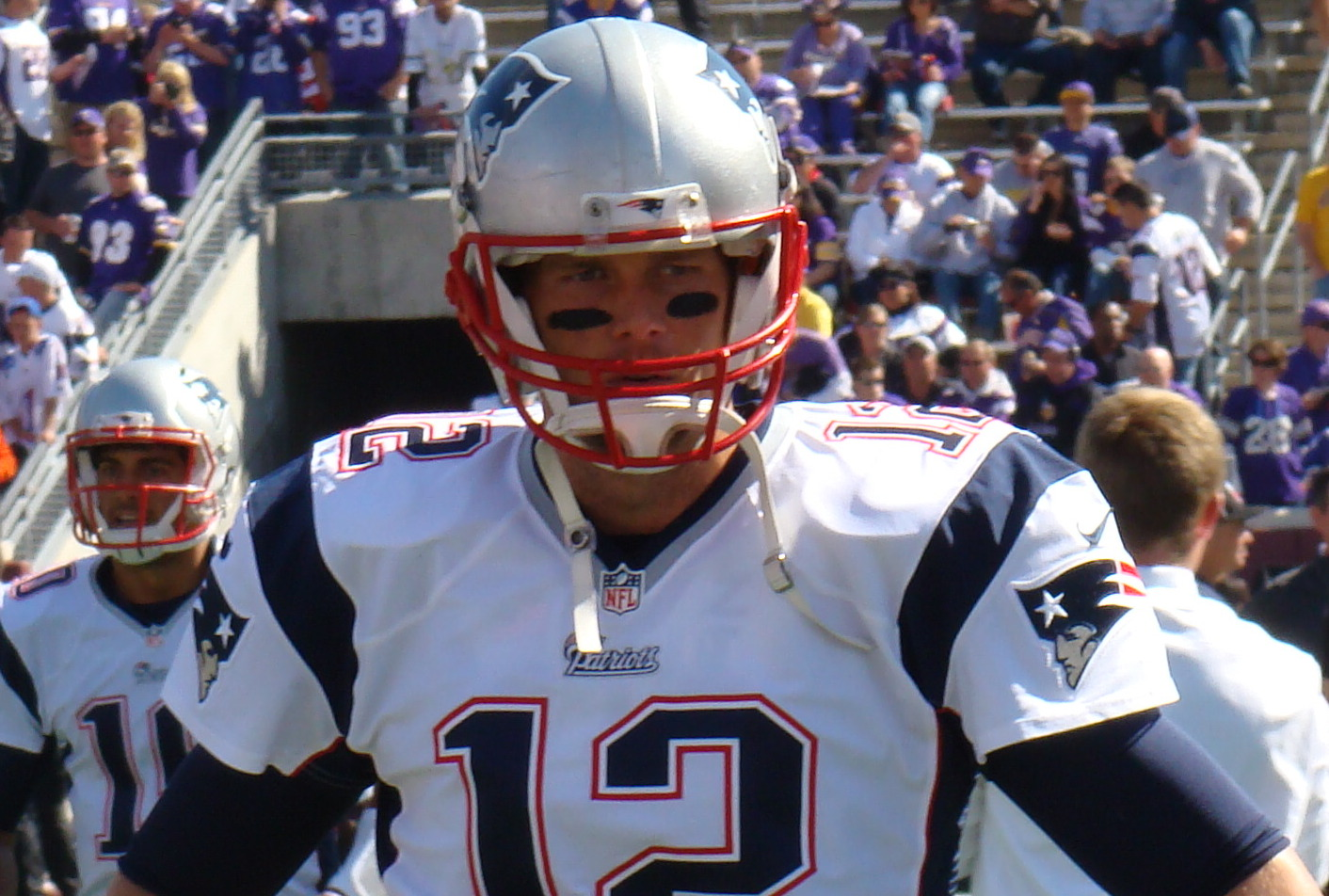
QBブレイディ

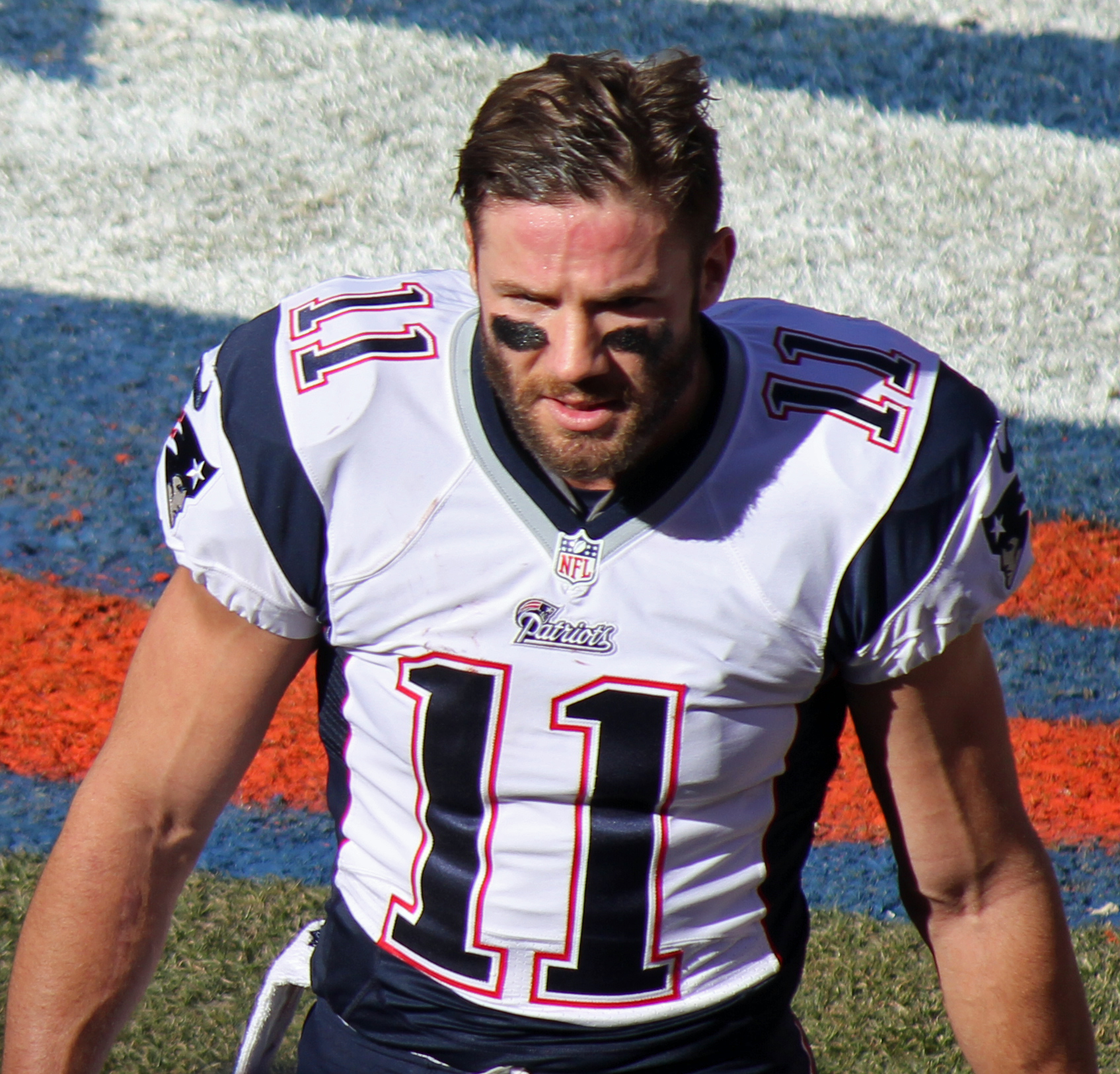
WRエデルマン

第4週のカンザスシティ・チーフス戦で14-41で敗れるなど2勝2敗でスタートした。第5週のシンシナティ・ベンガルズ戦で43-17と圧勝するとその後7連勝を果たし、残り試合では、先発選手の多くを休ませた最終週のバッファロー・ビルズ戦を含んで2敗しかせず、AFCトップの12勝4敗でシーズンを終えた。得点はNFL4位の468得点、失点はNFL8位の313点であった。プレーオフではボルチモア・レイブンズを35-31、インディアナポリス・コルツを45-7で破り、3年ぶりのスーパーボウル出場を決めた。
QBトム・ブレイディは、4109ヤード、33TD、8INTで9回目のプロボウルに選ばれた。TEロブ・グロンコウスキーは、82回のレシーブで1124ヤードを獲得、12TDをあげてカムバック賞に選ばれた。WRブランドン・ラフェルは74回のレシーブで954ヤード、7TD、ジュリアン・エデルマンは92回のレシーブで974ヤード、4TDをあげるとともに、パントリターンでも25回で299ヤード、1TDをあげた。RBジョナス・グレイがチームのリーディングラッシャーであり、412ヤード（平均4.6ヤード）を走った。スティーバン・リドリーが340ヤード、シェーン・ベリーンが391ヤードを走るとともに52回のレシーブで447ヤードを獲得した。スペシャルチームでは、Kスティーブン・ゴストコウスキーが37回中35回のFGを成功、シーズンで156得点をあげて、3回目のプロボウルに選ばれた。マシュー・スレイターも4度目のプロボウルに選ばれた。
ディフェンスでは、ディフェンスラインのDTビンス・ウィルフォークが5回目のプロボウルに選ばれた。またDEロブ・ニンコビッチが8サックをあげた。LBでは、ジェイミー・コリンズはチームトップの116タックルをあげるとともに、4ファンブルフォース、2インターセプトをあげた。LBドンタ・ハイタワーも89タックル、6サックをあげた。セカンダリーではCBダレル・リーヴィス、ローガン・ライアン、デビン・マコーティが2インターセプト、ブランドン・ブラウナーが1インターセプトをあげた。

### プレーオフ
ペイトリオッツは、レイブンズ戦で14点差を2度つけられたものの35-31で逆転勝利した。14点差を2度つけられたチームがプレーオフで勝利するのはNFL初であった。この試合でペイトリオッツはランで14ヤードしか獲得できず、ブレイディはプレーオフのチームレコードとなる33回のパスを成功、367ヤードを獲得、3TDパスを決めるとともに、1TDランを記録している。AFCチャンピオンシップゲームでは、前半を17-7でリードしたペイトリオッツは、後半最初の4回の攻撃をいずれもTDに結びつけた。ブレイディは226ヤード、3TD、1INT、RBルギャレット・ブラントが148ヤードを走り3TDをあげた。ディフェンスはシーズン4761ヤード、40TDをあげたアンドリュー・ラックをパス23回中12回成功、126ヤードに抑えた。プレーオフ2試合の成績でブレイディはポストシーズンのパス獲得ヤード、TDパスのNFL記録を更新、ビル・ベリチックヘッドコーチは、プレーオフ勝利数のNFL記録を更新した。
シーホークスは、パンサーズ戦で前半を14-10と僅差で折り返したものの、後半17連続得点をあげるなど、ゲームを支配し、31-17で勝利した。この試合でチャンセラーは、キャム・ニュートンのパスをインターセプトし、90ヤードのリターンTDをあげた。パッカーズ戦では0-16とリードを許したもののジョン・ライアンからギャリー・ギリアムへのフェイクFGによる19ヤードのTDパスで点差をつめたものの、7-19でリードされた残り約5分、ウィルソンがその日4度目のインターセプトを喫した。直後のパッカーズの攻撃をパントに抑え、続く攻撃で69ヤードを前進、ウィルソンの1ヤードTDランで14-19と5点差に迫った。そしてオンサイドキックで、クリス・マシューズがボールをリカバー、リンチの24ヤードのTDランで20-19、2ポイントコンバージョンを狙ったプレーでは、ウィルソンがフィールドの右サイド17ヤード地点まで追われたものの、反対サイドにいた当初はブロッカーの役割であったルーク・ウィルソンへのパスを通し、22-19と3点差にした。パッカーズは残り時間で同点FGを成功させ、試合はオーバータイムに突入したが、コイントスで最初の攻撃権を獲得したシーホークスは、87ヤードのTDドライブをカースへの35ヤードのパスで締めくくり、2年連続のスーパーボウル出場を果たした。

### 試合開始前の話題
ウィルソンが連覇を果たし新時代の扉を開くか、ブレイディが10年ぶり4度目の優勝を果たすか、ピート・キャロルヘッドコーチが1997年から1999年までペイトリオッツのヘッドコーチを務めていた因縁などが話題となった。
AFCチャンピオンシップゲームの前半ペイトリオッツの攻撃で使われた12個のボールのうち、11個でNFLの規定よりも空気圧が低かったことが報じられた。NFLはこの問題について調査を開始した。ベリチックコーチは、1月24日に意図的にボールの空気圧を変更していないと疑惑を否定、気候条件によってボールの空気圧が変わる可能性があることを説明した。なおスーパーボウルでは1チーム54個のボールが用意され、試合後にチャリティなどに出されることとなっている。
マーショーン・リンチはNFCチャンピオンシップゲームで金色のスパイクを履いて出場しようとしたが、NFLから警告を受けたため断念、スーパーボウル当日の練習の際に、金色のスパイクを履いて登場した。
ブランドン・ブラウナーは昨季シーホークスに所属していたが、第11週より無期限出場停止処分を受けており、スーパーボウル出場はかなわなかったが、シーズンオフにペイトリオッツと契約し、大舞台への出場の機会を得た。古巣との対戦は、「兄弟や親友が相手のようなもの」だがもちろん勝ちに行くと表明した。
1月27日にフェニックス・サンズの本拠地USエアウェイズ・センターでメディア・デイが行われ、両チームの全選手、コーチ、オーナーなどがアリーナで2000人以上の報道陣からの取材を受けた。また一般向けにチケットが販売され、取材の様子を入場者がラジオなどで聞くことができた。
アリゾナ州フェニックスのダウンタウンで、1月28日から2月1日までスーパーボウル・セントラルと呼ばれるイベントが行われる。屋外ステージでのライブやグランドキャニオンを体験できるアトラクション、スポンサー企業による体験ブースなどが過去最大規模で実施される。
アメリカ連邦航空局は、テロ対策のため、ドローンを含む飛行禁止空域を設定する通知を出した。

## 試合経過
| \| 開始 \| 開始 \| 開始 \| ボール保持 \| ドライブ \| ドライブ \| TOP \| 結果 \| 得点内容 \| 得点内容 \| 得点内容 \| 得点 \| 得点 \| \| Q \| 時間 \| 地点 \| ボール保持 \| P \| yd \| TOP \| 結果 \| yd \| 得点者 \| PAT \| ペイトリオッツ \| シーホークス \| \| ------------------------------------------------------------------------------------------------------------------------------- \| ------------------------------------------------------------------------------------------------------------------------------- \| ------------------------------------------------------------------------------------------------------------------------------- \| ------------------------------------------------------------------------------------------------------------------------------- \| ------------------------------------------------------------------------------------------------------------------------------- \| ------------------------------------------------------------------------------------------------------------------------------- \| ------------------------------------------------------------------------------------------------------------------------------- \| ------------------------------------------------------------------------------------------------------------------------------- \| ------------------------------------------------------------------------------------------------------------------------------- \| ------------------------------------------------------------------------------------------------------------------------------- \| ------------------------------------------------------------------------------------------------------------------------------- \| -------------- \| ------------ \| \| 1 \| 15:00 \| 自陣18 \| ペイトリオッツ \| 6 \| 17 \| 3:26 \| パント \| — \| — \| — \| — \| — \| \| 1 \| 11:34 \| 自陣16 \| シーホークス \| 3 \| 8 \| 2:14 \| パント \| — \| — \| — \| — \| — \| \| 1 \| 9:20 \| 自陣32 \| ペイトリオッツ \| 13 \| 58 \| 7:41 \| インターセプト \| — \| — \| — \| — \| — \| \| 1-2 \| 1:39 \| 自陣14 \| シーホークス \| 5 \| 12 \| 2:42 \| パント \| — \| — \| — \| — \| — \| \| 2 \| 13:57 \| 自陣35 \| ペイトリオッツ \| 9 \| 65 \| 4:10 \| タッチダウン（パス） \| 11 \| ブレイディ→LaFell \| キック成功 \| 7 \| 0 \| \| 2 \| 9:47 \| 自陣20 \| シーホークス \| 3 \| 2 \| 1:42 \| パント \| — \| — \| — \| — \| — \| \| 2 \| 8:05 \| 自陣28 \| ペイトリオッツ \| 3 \| 7 \| 0:58 \| パント \| — \| — \| — \| — \| — \| \| 2 \| 7:07 \| 自陣30 \| シーホークス \| 8 \| 70 \| 4:51 \| タッチダウン（ラン） \| 3 \| リンチ \| キック成功 \| 7 \| 7 \| \| 2 \| 2:16 \| 自陣20 \| ペイトリオッツ \| 8 \| 80 \| 1:45 \| タッチダウン（パス） \| 22 \| ブレイディ→グロンコウスキー \| キック成功 \| 14 \| 7 \| \| 2 \| 0:31 \| 自陣20 \| シーホークス \| 5 \| 80 \| 0:29 \| タッチダウン（パス） \| 11 \| ウィルソン→Matthews \| キック成功 \| 14 \| 14 \| \| 2 \| 0:02 \| — \| ペイトリオッツ \| 0 \| 0 \| 0:02 \| 前半終了 \| — \| — \| — \| — \| — \| \| 前半終了 \| \| \| \| \| \| \| \| \| \| \| \| \| \| 3 \| 15:00 \| 自陣20 \| シーホークス \| 7 \| 72 \| 3:51 \| フィールドゴール成功 \| 27 \| Hauschka \| — \| 14 \| 17 \| \| 3 \| 11:09 \| 自陣20 \| ペイトリオッツ \| 6 \| 12 \| 3:02 \| インターセプト \| — \| — \| — \| — \| — \| \| 3 \| 8:07 \| 50 \| シーホークス \| 6 \| 50 \| 3:13 \| タッチダウン（パス） \| 3 \| ウィルソン→Baldwin \| キック成功 \| 14 \| 24 \| \| 3 \| 4:54 \| 自陣35 \| ペイトリオッツ \| 3 \| 1 \| 1:39 \| パント \| — \| — \| — \| — \| — \| \| 3 \| 3:15 \| 自陣20 \| シーホークス \| 4 \| 33 \| 2:20 \| パント \| — \| — \| — \| — \| — \| \| 3-4 \| 1:05 \| 自陣14 \| ペイトリオッツ \| 3 \| 8 \| 1:38 \| パント \| — \| — \| — \| — \| — \| \| 4 \| 14:28 \| 自陣20 \| シーホークス \| 3 \| -5 \| 2:07 \| パント \| — \| — \| — \| — \| — \| \| 4 \| 12:10 \| 自陣32 \| ペイトリオッツ \| 9 \| 68 \| 4:15 \| タッチダウン（パス） \| 4 \| ブレイディ→Amendola \| キック成功 \| 21 \| 24 \| \| 4 \| 7:55 \| 自陣20 \| シーホークス \| 3 \| 5 \| 1:03 \| パント \| — \| — \| — \| — \| — \| \| 4 \| 6:52 \| 自陣36 \| ペイトリオッツ \| 10 \| 64 \| 4:50 \| タッチダウン（パス） \| 3 \| ブレイディ→エデルマン \| キック成功 \| 28 \| 24 \| \| 4 \| 2:02 \| 自陣20 \| シーホークス \| 7 \| 79 \| 1:42 \| インターセプト \| — \| — \| — \| — \| — \| \| 4 \| 0:20 \| 自陣1 \| ペイトリオッツ \| 2 \| 17 \| 0:20 \| 試合終了 \| — \| — \| — \| — \| — \| \| P=プレー数、TOP=タイム・オブ・ポゼッション、PAT=ポイント・アフター・タッチダウン。 アメリカンフットボールの用語集 (en) も参照。 \| P=プレー数、TOP=タイム・オブ・ポゼッション、PAT=ポイント・アフター・タッチダウン。 アメリカンフットボールの用語集 (en) も参照。 \| P=プレー数、TOP=タイム・オブ・ポゼッション、PAT=ポイント・アフター・タッチダウン。 アメリカンフットボールの用語集 (en) も参照。 \| P=プレー数、TOP=タイム・オブ・ポゼッション、PAT=ポイント・アフター・タッチダウン。 アメリカンフットボールの用語集 (en) も参照。 \| P=プレー数、TOP=タイム・オブ・ポゼッション、PAT=ポイント・アフター・タッチダウン。 アメリカンフットボールの用語集 (en) も参照。 \| P=プレー数、TOP=タイム・オブ・ポゼッション、PAT=ポイント・アフター・タッチダウン。 アメリカンフットボールの用語集 (en) も参照。 \| P=プレー数、TOP=タイム・オブ・ポゼッション、PAT=ポイント・アフター・タッチダウン。 アメリカンフットボールの用語集 (en) も参照。 \| P=プレー数、TOP=タイム・オブ・ポゼッション、PAT=ポイント・アフター・タッチダウン。 アメリカンフットボールの用語集 (en) も参照。 \| P=プレー数、TOP=タイム・オブ・ポゼッション、PAT=ポイント・アフター・タッチダウン。 アメリカンフットボールの用語集 (en) も参照。 \| P=プレー数、TOP=タイム・オブ・ポゼッション、PAT=ポイント・アフター・タッチダウン。 アメリカンフットボールの用語集 (en) も参照。 \| P=プレー数、TOP=タイム・オブ・ポゼッション、PAT=ポイント・アフター・タッチダウン。 アメリカンフットボールの用語集 (en) も参照。 \| 28 \| 24 \| | | | | | | | | | | |                |              |
| 開始 | 開始 | 開始 | ボール保持 | ドライブ | ドライブ | TOP | 結果 | 得点内容 | 得点内容 | 得点内容 | 得点           | 得点         |
| Q | 時間 | 地点 | ボール保持 | P | yd | TOP | 結果 | yd | 得点者 | PAT | ペイトリオッツ | シーホークス |
| 1 | 15:00 | 自陣18 | ペイトリオッツ | 6 | 17 | 3:26 | パント | — | — | — | —              | —            |
| 1 | 11:34 | 自陣16 | シーホークス | 3 | 8 | 2:14 | パント | — | — | — | —              | —            |
| 1 | 9:20 | 自陣32 | ペイトリオッツ | 13 | 58 | 7:41 | インターセプト | — | — | — | —              | —            |
| 1-2 | 1:39 | 自陣14 | シーホークス | 5 | 12 | 2:42 | パント | — | — | — | —              | —            |
| 2 | 13:57 | 自陣35 | ペイトリオッツ | 9 | 65 | 4:10 | タッチダウン（パス） | 11 | ブレイディ→LaFell | キック成功 | 7              | 0            |
| 2 | 9:47 | 自陣20 | シーホークス | 3 | 2 | 1:42 | パント | — | — | — | —              | —            |
| 2 | 8:05 | 自陣28 | ペイトリオッツ | 3 | 7 | 0:58 | パント | — | — | — | —              | —            |
| 2 | 7:07 | 自陣30 | シーホークス | 8 | 70 | 4:51 | タッチダウン（ラン） | 3 | リンチ | キック成功 | 7              | 7            |
| 2 | 2:16 | 自陣20 | ペイトリオッツ | 8 | 80 | 1:45 | タッチダウン（パス） | 22 | ブレイディ→グロンコウスキー | キック成功 | 14             | 7            |
| 2 | 0:31 | 自陣20 | シーホークス | 5 | 80 | 0:29 | タッチダウン（パス） | 11 | ウィルソン→Matthews | キック成功 | 14             | 14           |
| 2 | 0:02 | — | ペイトリオッツ | 0 | 0 | 0:02 | 前半終了 | — | — | — | —              | —            |
| 前半終了 | | | | | | | | | | |                |              |
| 3 | 15:00 | 自陣20 | シーホークス | 7 | 72 | 3:51 | フィールドゴール成功 | 27 | Hauschka | — | 14             | 17           |
| 3 | 11:09 | 自陣20 | ペイトリオッツ | 6 | 12 | 3:02 | インターセプト | — | — | — | —              | —            |
| 3 | 8:07 | 50 | シーホークス | 6 | 50 | 3:13 | タッチダウン（パス） | 3 | ウィルソン→Baldwin | キック成功 | 14             | 24           |
| 3 | 4:54 | 自陣35 | ペイトリオッツ | 3 | 1 | 1:39 | パント | — | — | — | —              | —            |
| 3 | 3:15 | 自陣20 | シーホークス | 4 | 33 | 2:20 | パント | — | — | — | —              | —            |
| 3-4 | 1:05 | 自陣14 | ペイトリオッツ | 3 | 8 | 1:38 | パント | — | — | — | —              | —            |
| 4 | 14:28 | 自陣20 | シーホークス | 3 | -5 | 2:07 | パント | — | — | — | —              | —            |
| 4 | 12:10 | 自陣32 | ペイトリオッツ | 9 | 68 | 4:15 | タッチダウン（パス） | 4 | ブレイディ→Amendola | キック成功 | 21             | 24           |
| 4 | 7:55 | 自陣20 | シーホークス | 3 | 5 | 1:03 | パント | — | — | — | —              | —            |
| 4 | 6:52 | 自陣36 | ペイトリオッツ | 10 | 64 | 4:50 | タッチダウン（パス） | 3 | ブレイディ→エデルマン | キック成功 | 28             | 24           |
| 4 | 2:02 | 自陣20 | シーホークス | 7 | 79 | 1:42 | インターセプト | — | — | — | —              | —            |
| 4 | 0:20 | 自陣1 | ペイトリオッツ | 2 | 17 | 0:20 | 試合終了 | — | — | — | —              | —            |
| P=プレー数、TOP=タイム・オブ・ポゼッション、PAT=ポイント・アフター・タッチダウン。 アメリカンフットボールの用語集 (en) も参照。 | P=プレー数、TOP=タイム・オブ・ポゼッション、PAT=ポイント・アフター・タッチダウン。 アメリカンフットボールの用語集 (en) も参照。 | P=プレー数、TOP=タイム・オブ・ポゼッション、PAT=ポイント・アフター・タッチダウン。 アメリカンフットボールの用語集 (en) も参照。 | P=プレー数、TOP=タイム・オブ・ポゼッション、PAT=ポイント・アフター・タッチダウン。 アメリカンフットボールの用語集 (en) も参照。 | P=プレー数、TOP=タイム・オブ・ポゼッション、PAT=ポイント・アフター・タッチダウン。 アメリカンフットボールの用語集 (en) も参照。 | P=プレー数、TOP=タイム・オブ・ポゼッション、PAT=ポイント・アフター・タッチダウン。 アメリカンフットボールの用語集 (en) も参照。 | P=プレー数、TOP=タイム・オブ・ポゼッション、PAT=ポイント・アフター・タッチダウン。 アメリカンフットボールの用語集 (en) も参照。 | P=プレー数、TOP=タイム・オブ・ポゼッション、PAT=ポイント・アフター・タッチダウン。 アメリカンフットボールの用語集 (en) も参照。 | P=プレー数、TOP=タイム・オブ・ポゼッション、PAT=ポイント・アフター・タッチダウン。 アメリカンフットボールの用語集 (en) も参照。 | P=プレー数、TOP=タイム・オブ・ポゼッション、PAT=ポイント・アフター・タッチダウン。 アメリカンフットボールの用語集 (en) も参照。 | P=プレー数、TOP=タイム・オブ・ポゼッション、PAT=ポイント・アフター・タッチダウン。 アメリカンフットボールの用語集 (en) も参照。 | 28             | 24           |

スタジアムに詰めかけたファンの8割ほどはシーホークスのファンであった。2月1日現地時間午後4時半にキックオフされた試合は、2回目の攻撃でペイトリオッツが13プレー、7分41秒をかけて敵陣10ヤードまでボールを前進させて、先取点のチャンスを迎えたが、第3ダウン残り6ヤードでトム・ブレイディが投げたパスをジェレミー・レーンがインターセプトして14ヤード地点まで戻した。レーンはこのプレーでジュリアン・エデルマンにタックルされて、倒れた際に手首を骨折しフィールドを去り、試合の残り時間には復帰できなかった。
両チームとも第1Qは無得点に終わった。ペイトリオッツは、第2Q最初のドライブで、ダニー・アメンドーラへの17ヤードのパス、第3ダウン残り9ヤードでのエデルマンへの23ヤードのパスで前進し、最後はブランドン・ラフェルへの11ヤードのTDパスで7-0と先制した。シーホークスも第2Q残り5分36秒に第3ダウン残り6ヤードの状況で、ラッセル・ウィルソンがこの日初めてパスを成功させてファーストダウンを更新、クリス・マシューズへの44ヤードのパスで、敵陣11ヤードまで前進、最後はマーショーン・リンチが3ヤードを走ってタッチダウン、7-7の同点となった。残り2分16秒で攻撃権を得たペイトリオッツは、ブレイディがパス6回中5回を成功させて、残り36秒にロブ・グロンカウスキーへの22ヤードのTDパスで14-7とリードした。シーホークスも自陣20ヤードからの攻撃でロバート・タービンへの19ヤードのパス、ウィルソンのスクランブルで17ヤードを獲得、リカルド・ロケットへの23ヤードのパスを通したプレーでは、カイル・アリントンがフェイスマスクの反則で敵陣11ヤードまで前進した。残り6秒でピート・キャロルヘッドコーチは、FGを蹴らずにTDを狙い、残り2秒にマシューズへの11ヤードのTDパスが成功、14-14で前半を終了した。
後半、シーホークスはリンチの15ヤードのラン、マシューズへの45ヤードのパスなどで72ヤードを前進して敵陣8ヤード地点までボールを進めた。第3ダウン残り1ヤードでリンチが走ったがファーストダウンを更新できず、スティーブン・ハシュカの27ヤードのFGでシーホークスは17-14とこの試合で初めてリードした。ペイトリオッツの続く攻撃では、ボビー・ワグナーがフィールド中央付近でブレイディのパスをインターセプトした。このプレーでシーホークスのDEクリフ・エイブリルが脳震盪を起こし退場、試合に復帰はできなかった。ターンオーバーで得たこのチャンスに、シーホークスは6プレーで50ヤード、最後はダグ・ボールドウィンへの3ヤードのTDパスで24-14とリードを広げた。このプレーでTD後にボールドウィンが行ったフィールドに置いたボールの上に腰をかがめて用を足す動作を行うタッチダウンセレブレーションに対してアンスポーツマンライクコンダクトの反則がコールされ、15ヤードのペナルティとなった。
シーホークスが10点リードしたまま第4Qを迎えた。これまでのスーパーボウルでは第4Qに8点差以上つけられたチームが逆転したことはなかった。ペイトリオッツは、第3ダウン残り14ヤードのピンチに、エデルマンへのパスで21ヤードを獲得するなど、68ヤードを前進、残り12分10秒にアメンドーラへの4ヤードのTDパスで24-21と3点差に迫った。シーホークスの続く攻撃は3回でパントに終わり、ペイトリオッツは残り6分52秒で自陣32ヤード地点からの攻撃権を得た。シェーン・ベリーンへの2本のパスで13ヤードを前進、反則でさらにボールを進めた後、グロンカウスキーへの33ヤードのパスで敵陣19ヤードまで前進した。その後、ベリーンの7ヤードのラン、ラフェルへの7ヤードのパス、ルギャレット・ブラントの2ヤードのパスで3ヤード地点までたどり着き、残り2分2秒にエデルマンへの3ヤードのTDパスが決まり、ペイトリオッツは28-24と逆転した。4分50秒をかけたこのドライブでは10プレー中8プレーがパスであった。
ペイトリオッツに逆転されたシーホークスは、キックオフがタッチバックとなり、自陣20ヤード地点から攻撃権を獲得、最初のプレーでリンチへの31ヤードのパスが成功、続く2本のパスは不成功に終わったが、ロケットへの11ヤードのパスでファーストダウンを更新した。次のプレーでウィルソンは右サイドライン際のカースへのロングパスを投げた。カースをマークしていたのは新人CBのマルコム・バトラーで両選手はパスに飛びつき、バトラーが片手でボールに触れたものの、方向の変わったパスを倒れ込んだカースの脚に当たって跳ね上がったパスを倒れたままミラクルキャッチし、33ヤードを前進、シーホークスは残り1分5秒でタッチダウンまで後5ヤードに迫った。解説のクリス・コリンズワースはこのパスキャッチをペイトリオッツが過去2回敗れた試合、第42回スーパーボウルでのデビッド・タイリー、第46回スーパーボウルでのマリオ・マニンガムのキャッチと比較した。実況のアル・マイケルズもマンデーナイトフットボールでのアントニオ・フリーマンのスーパーキャッチ、"he did what?"（この実況もアル・マイケルズ）と比較した。
リンチが4ヤードを走り、残り1ヤードとなった。このプレーではドンテ・ハイタワーとアキーム・エアーズの2人がタッチダウンを阻止した。ペイトリオッツはタイムアウトを取って時計を止めず、残り26秒にスナップされたプレーでシーホークスは、パスを選択、カースが右サイドに走ってディフェンスバックを引きつけ、スラントに走ったロケットへのパスでタッチダウンを狙ったが、ブランドン・ブラウナーがスクリメージラインでカースをブロック、ロケットをマークしていたバトラーがこのプレーを読んでインターセプト、ターンオーバー後のセレブレーションでペイトリオッツには15ヤードの反則がコールされ、残り20秒でペイトリオッツは自陣1ヤード地点からの攻撃権を得た。ここでニーダウンなどでセイフティを取られると、FGで逆転の機会を与えてしまう状況であり、まだペイトリオッツの勝利は確定していなかった。このスナップでマイケル・ベネットがエンクローチメントの反則を取られ5ヤードの罰退、シーホークスが逆転する可能性が無くなった。次のプレーでブレイディはニーダウン、ブルース・アービンが激しくぶつかったため、両チームの選手が乱闘となり、グロンカウスキーに殴りかかったアービンはスーパーボウル史上初めて退場が宣告された。アンスポーツマンライクコンダクトの反則で自陣21ヤード地点まで前進したペイトリオッツは、再びブレイディがニーダウンして、28-24でペイトリオッツが勝利した。
この勝利でブレイディは、テリー・ブラッドショー、ジョー・モンタナに続いて史上3人目のスーパーボウルを4回制覇したQBとなり、また3度目のMVPに選ばれた。スーパーボウルを制覇したチームが翌年のスーパーボウルで敗れたのは、第32回スーパーボウルでのグリーンベイ・パッカーズ以来であった。10年連続でスーパーボウルを連覇するチームは誕生しなかった。
ブレイディはパス50回中37回成功328ヤード、4TD、2INTの成績をあげた。パス37回成功は、前年の第48回スーパーボウルでペイトン・マニングが作った34回パス成功を更新するスーパーボウル記録となった。また通算13本のTDパスを成功させたブレイディは、モンタナの持っていた通算TD記録を更新した。エデルマンが9回のレシーブで109ヤード、1TD、ランで7ヤード、3回のパントリターンで27ヤードを獲得した。ベリーンも11回のレシーブで64ヤード、ランで13ヤードを獲得した。ウィルソンはパス21回中12回成功、247ヤード、2TD、1INT、ランでは39ヤードを獲得した。リンチはこの試合トップの102ヤードを走り、1TD、レシーブでも31ヤードを獲得した。ドラフト外の新人でレギュラーシーズン及びプレーオフで1回もパスレシーブしたことのなかったマシューズは4回のレシーブで109ヤード、1TDをあげた。ワグナーが12タックル（10ソロタックル）、1インターセプト、K・J・ライトが11タックル（10ソロタックル）をあげた。NFCチャンピオンシップゲームで負傷したリチャード・シャーマンは3タックルに終わった。ペイトリオッツは史上4チーム目のターンオーバーが多かったチームとしての勝利となった。
2月2日、エデルマンとバトラーがカリフォルニア州のディズニーランドで行われた優勝パレードに参加した。
ブレイディはMVPに選ばれた商品のゼネラルモーターズの2015年型シェビー・コロラドをバトラーにプレゼントしたいとラジオで明かした。
2月6日、試合終了間際に乱闘を起こしたブルース・アービンに1万ドル、グロンカウスキー、マイケル・フーマナワウイ、マイケル・ベネットの3人に8268ドルの罰金がNFLより科された。

### スターティングラインアップ
| ペイトリオッツ                                    | ポジション | シーホークス                             |
| ------------------------------------------------- | ---------- | ---------------------------------------- |
| オフェンス                                        |            |                                          |
| ブランドン・ラフェル Brandon LaFell               | WR         | ダグ・ボールドウィン Doug Baldwin        |
| ネイト・ソルダー Nate Solder                      | LT         | ラッセル・オクング Russell Okung         |
| ダン・コノリー Dan Connolly                       | LG         | ジェームズ・カーペンター James Carpenter |
| ブライアン・ストーク Bryan Stork                  | C          | マックス・アンガー Max Unger             |
| ライアン・ウェンデル Ryan Wendell                 | RG         | J・R・スウィージー J. R. Sweezy          |
| セバスチャン・ボルマー Sebastian Vollmer          | RT         | ジャスティン・ブリット Justin Britt      |
| ロブ・グロンカウスキー Rob Gronkowski             | TE         | ルーク・ウィルソン Luke Willson          |
| ジュリアン・エデルマン Julian Edelman             | WR         | ジャーメイン・カース Jermaine Kearse     |
| トム・ブレイディ Tom Brady                        | QB         | ラッセル・ウィルソン Russell Wilson      |
| マイケル・フーマナワヌイ Michael Hoomanawanui     | TE-WR      | リカルド・ロケット Ricardo Lockette      |
| シェーン・ベリーン Shane Vereen                   | RB         | マーショーン・リンチ Marshawn Lynch      |
| スペシャルチーム                                  |            |                                          |
| スティーブン・ゴストコウスキー Stephen Gostkowski | K          | スティーブン・ハシュカ Steven Hauschka   |
| ライアン・アレン Ryan Allen                       | P          | ジョン・ライアン Jon Ryan                |

| ペイトリオッツ                          | ポジション | シーホークス                           |
| --------------------------------------- | ---------- | -------------------------------------- |
| ディフェンス                            |            |                                        |
| ロブ・ニンコビッチ Rob Ninkovich        | LE-LDE     | マイケル・ベネット Michael Bennett     |
| シールバー・シリガ Sealver Siliga       | DT-LDT     | トニー・マクダニエル Tony McDaniel     |
| ビンス・ウィルフォーク Vince Wilfork    | DT-RDT     | ケビン・ウィリアムズ Kevin Williams    |
| チャンドラー・ジョーンズ Chandler Jones | RE-RDE     | クリフ・エイブリル Cliff Avril         |
| ジェイミー・コリンズ Jamie Collins      | LB-OLB     | ブルース・アービン Bruce Irvin         |
| ドンタ・ハイタワー Dont'a Hightower     | LB-MLB     | ボビー・ワグナー Bobby Wagner          |
| カイル・アリントン Kyle Arrington       | DB-OLB     | K・J・ライト K. J. Wright              |
| ダレル・リーヴィス Darrell Revis        | LCB        | リチャード・シャーマン Richard Sherman |
| ブランドン・ブラウナー Brandon Browner  | RCB        | バイロン・マックスウェル Byron Maxwell |
| パトリック・チャン Patrick Chung        | SS         | カム・チャンセラー Kam Chancellor      |
| デビン・マコーティ Devin McCourty       | FS         | アール・トーマス Earl Thomas           |
| ヘッドコーチ                            |            |                                        |
| ビル・ベリチック Bill Belichick         | HC         | ピート・キャロル Pete Carroll          |

### 審判団
この試合の審判団は以下の通り。
- レフェリー – Bill Vinovich (52)
- アンパイア – Bill Schuster (129)
- ヘッドラインズマン – Dana McKenzie (8)
- ラインジャッジ – Mark Perlman (9)
- フィールドジャッジ – Bob Waggoner (25)
- サイドジャッジ – Tom Hill (97)
- バックジャッジ – Terrence Miles (111)

## セレモニー

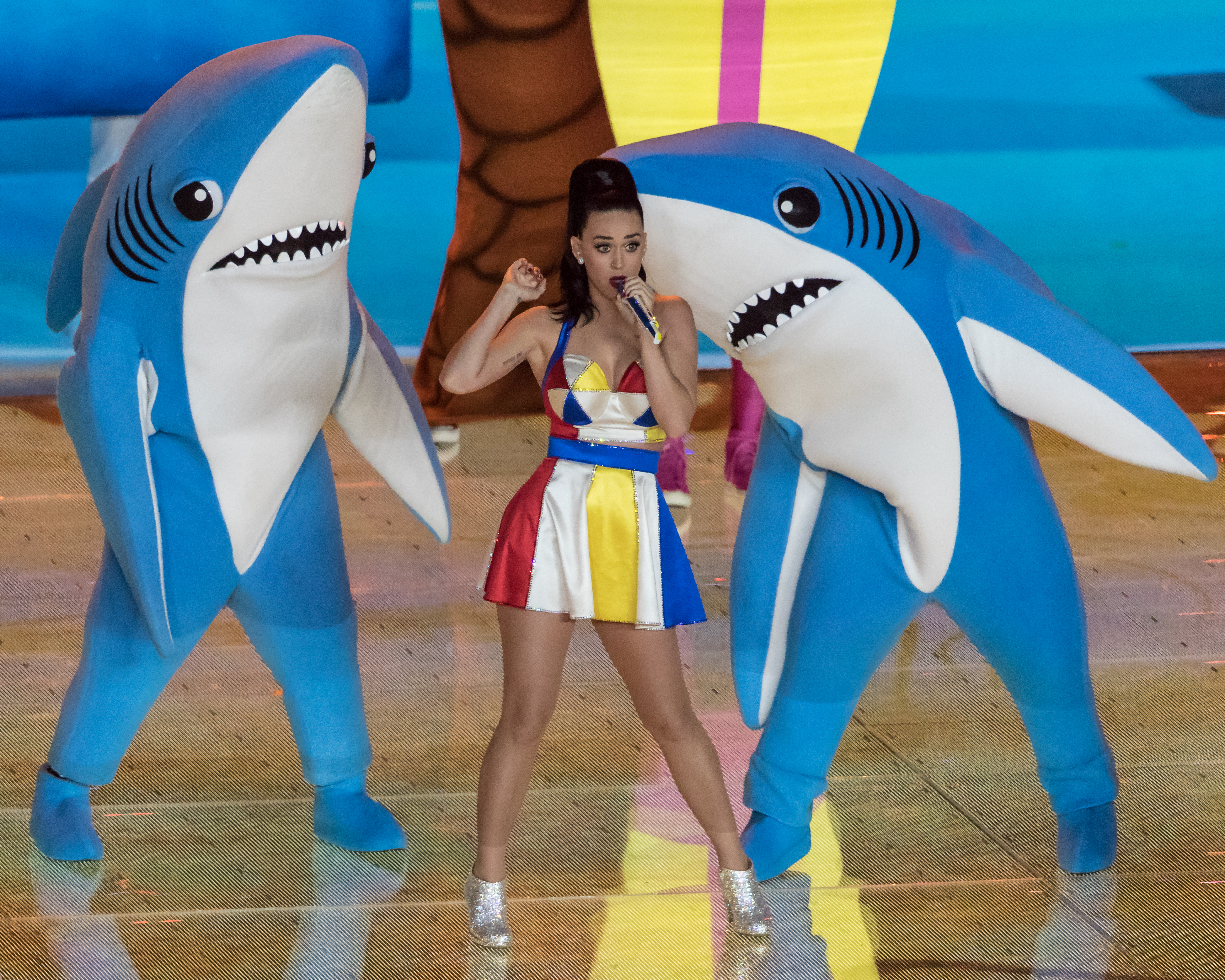
ケイティ・ペリーによるハーフタイムショー

試合前のアメリカ国歌独唱はイディナ・メンゼルが担当した。またジョン・レジェンドが『アメリカ・ザ・ビューティフル』を歌った。
国歌の最終拍のタイミングで50ヤードラインのスタジアム上空を飛行機が通過するフライオーバーは空軍のアクロバットチーム、サンダーバーズ所属のF-16が行った。

ハーフタイムショーではツイッターのフォロワー数6400万人以上で、ギネスブックにも認定されているケイティ・ペリーが登場し、『Roar』『Dark Horse』『Teenage Dream』『カリフォルニア・ガールズ』『ファイアーワーク』を歌った。さらに途中、レニー・クラヴィッツとミッシー・エリオットがゲスト出演した。

## 放送
全米テレビ中継はNBCが放送した。実況はアル・マイケルズ、解説はクリス・コリンズワースが担当した。30秒の広告枠は過去2回より50万ドル高い450万ドルで売られた。この放送は2015年5月5日に発表された第36回スポーツ・エミー賞において、最優秀中継特別番組賞を受賞した。
| 2013年 2013年のワールドシリーズ （FOX） | スポーツ・エミー賞 最優秀中継特別番組賞 2014年 | 2015年 第50回スーパーボウル （CBS） |

全米のラジオ放送は、ケビン・ハーランが実況、ブーマー・アサイアソンが解説、ジェームズ・ロフトンとマーク・マローンがサイドラインレポートを務めた。
日本では、NHK-BS（解説:高野元秀、実況:松野靖彦）と日テレG+（解説:後藤完夫、ゲスト:オードリー、実況:菅谷大介）が生中継、GAORA（解説:村田斉潔、河口正史、実況：有馬隼人）が録画放送を行う。またJ-WAVEが日本のラジオ局初となる生中継を行う。現地ナビゲーターを平井理央、現地実況を近藤祐司、日本側ナビゲーターを別所哲也、生島淳が担当する。

## 評価
2016年2月の第50回スーパーボウル開催を目前に控えた時期、複数のメディアが過去49回のスーパーボウルすべてを名勝負順に並べたランキングを発表した。そのうち『サンディエゴ・ユニオン＝トリビューン』のエディ・ブラウンは、この第49回をスーパーボウル史上最高の名勝負に選んだ。さらにESPNのジョン・クレイトン、『USAトゥデイ』のネイト・デービス、『ワシントン・ポスト』のジェレミー・ゴットリーブ、『ニューヨーク・デイリーニューズ』のゲイリー・マイヤーズ、『ニューヨーク・ポスト』のスティーブ・サービー、『ニューズデイ』のニール・ベスト、『ヒューストン・クロニクル』のグレッグ・レイジャンの7者は、この第49回をスーパーボウル史上2番目の名勝負と位置づけた。ただしその上の第1位については意見が分かれており、デービスとサービーとベストとレイジャンは2007年シーズンの第42回（2008年2月）を、クレイトンとマイヤーズは1990年シーズンの第25回（1991年1月）を、ゴッドリーブは2008年シーズンの第43回（2009年2月）を、それぞれスーパーボウル史上最高の名勝負に推している。そのほか『スポーツ・イラストレイテッド』のドン・バンクスは第5位としている。

### シーホークスの最後のプレーについての反応
シーホークスが第2ダウン残り1ヤードの残り26秒に選択したパスプレーについては論議を呼んだ。シーホークスはタイムアウトを1回残していた。試合解説を担当していたコリンズワースは「マーショーン・リンチがいるのに、パスプレーを選択するとは信じられない。」と述べた。スポーツ・イラストレイテッドのピーター・キングもこれはスーパーボウル史上最悪のプレーコールの1つだと述べた。プロフットボール殿堂入りしているディオン・サンダース、同じく殿堂入りしておりNFL歴代リーディングラッシャーのエミット・スミスも同様に批判した。一方ビル・ベリチックやサンフランシスコ・フォーティナイナーズヘッドコーチを務め、ミシガン大学のヘッドコーチに就任したジム・ハーボー、殿堂入りQBのジョー・ネイマスはこのコールを擁護した。
リンチはこの試合の24回のランで22回は1ヤード以上ゲインしていた。ペイトリオッツのランディフェンスが相手のランをノーゲインやロスさせたのは、NFL32チーム中下から5番目の28位であった。その一方で第3ダウン2ヤード、第3ダウン1ヤードでペイトリオッツはリンチのランを止めており、後者はレッドゾーン内に攻め込まれてのものであった。リンチがシーズン中に敵陣1ヤード地点からランを試みたのは5回であり、そのうちタッチダウンはわずか1回であった。過去5年にさかのぼっても、1ヤード地点からのTDの確率は45%であり、10回以上1ヤード地点から走ったRB39人中30番目の確率であった。キャリアを通しての確率は、36回中15回成功であった。
シーホークスのダレル・ベベルオフェンスコーディネーターは、自身がコールしたプレーであることを認め、ロケットがもっとアグレッシブにプレーしていればと語った。ラッセル・ウィルソンはこのコールを良いコールだったと認め、インターセプトに終わったプレーを悔いた。マーショーン・リンチも自分がボールを受け取らなかったことについて問われて、チームスポーツなので驚かなかったこと、不満の感情を表さなかった。キャロルヘッドコーチは自分に全責任があると語り、ベベルオフェンスコーディネーターは今後の我々にとって大切な人物であると述べた。2014年のNFLで自陣1ヤード地点まで攻め込まれた後のパスプレー109回中、守備側がインターセプトしたのは、バトラーのこのプレーのみであった。プレーオフを含めた過去10年に第2ダウン残り1ヤードでQBがパスを投げたのは270回で129回がタッチダウン、インターセプトは5回のみであった。

## トーナメント表
|  |                                                 |                                                 |                                                 |                        |                        |                                          |                                          |                                          |                              |                              |                              |                                        |                                        |                                        |  |  |  |  |
|  | 2015年1月4日 ルーカス・オイル・スタジアム       | 2015年1月4日 ルーカス・オイル・スタジアム       | 2015年1月4日 ルーカス・オイル・スタジアム       |                        |                        | 1月11日 スポーツオーソリティ・フィールド | 1月11日 スポーツオーソリティ・フィールド | 1月11日 スポーツオーソリティ・フィールド |                              |                              |                              |                                        |                                        |                                        |  |  |  |  |
|  | 2015年1月4日 ルーカス・オイル・スタジアム       | 2015年1月4日 ルーカス・オイル・スタジアム       | 2015年1月4日 ルーカス・オイル・スタジアム       |                        |                        | 1月11日 スポーツオーソリティ・フィールド | 1月11日 スポーツオーソリティ・フィールド | 1月11日 スポーツオーソリティ・フィールド |                              |                              |                              |                                        |                                        |                                        |  |  |  |  |
|  | 2015年1月4日 ルーカス・オイル・スタジアム       | 2015年1月4日 ルーカス・オイル・スタジアム       | 2015年1月4日 ルーカス・オイル・スタジアム       |                        |                        | 1月11日 スポーツオーソリティ・フィールド | 1月11日 スポーツオーソリティ・フィールド | 1月11日 スポーツオーソリティ・フィールド |                              |                              |                              |                                        |                                        |                                        |  |  |  |  |
|  | 2015年1月4日 ルーカス・オイル・スタジアム       | 2015年1月4日 ルーカス・オイル・スタジアム       | 2015年1月4日 ルーカス・オイル・スタジアム       |                        |                        | 1月11日 スポーツオーソリティ・フィールド | 1月11日 スポーツオーソリティ・フィールド | 1月11日 スポーツオーソリティ・フィールド |                              |                              |                              |                                        |                                        |                                        |  |  |  |  |
|  | 5                                               | ベンガルズ                                      | 10                                              |                        |                        | 1月11日 スポーツオーソリティ・フィールド | 1月11日 スポーツオーソリティ・フィールド | 1月11日 スポーツオーソリティ・フィールド |                              |                              |                              |                                        |                                        |                                        |  |  |  |  |
|  | 5                                               | ベンガルズ                                      | 10                                              | 4                      | コルツ                 | 24                                       |                                          |                                          |                              |                              |                              |                                        |                                        |                                        |  |  |  |  |
|  | 4                                               | コルツ                                          | 26                                              | 4                      | コルツ                 | 24                                       |                                          |                                          | 1月18日 ジレット・スタジアム | 1月18日 ジレット・スタジアム | 1月18日 ジレット・スタジアム |                                        |                                        |                                        |  |  |  |  |
|  | 4                                               | コルツ                                          | 26                                              | 2                      | ブロンコス             | 13                                       |                                          |                                          | 1月18日 ジレット・スタジアム | 1月18日 ジレット・スタジアム | 1月18日 ジレット・スタジアム |                                        |                                        |                                        |  |  |  |  |
|  |                                                 |                                                 |                                                 | 2                      | ブロンコス             | 13                                       |                                          |                                          | 1月18日 ジレット・スタジアム | 1月18日 ジレット・スタジアム | 1月18日 ジレット・スタジアム |                                        |                                        |                                        |  |  |  |  |
|  | AFC                                             |                                                 |                                                 |                        |                        |                                          |                                          |                                          | 1月18日 ジレット・スタジアム | 1月18日 ジレット・スタジアム | 1月18日 ジレット・スタジアム |                                        |                                        |                                        |  |  |  |  |
|  | 2015年1月3日 ハインツ・フィールド               | 2015年1月3日 ハインツ・フィールド               | 2015年1月3日 ハインツ・フィールド               | 4                      | コルツ                 | 7                                        |                                          |                                          |                              |                              |                              |                                        |                                        |                                        |  |  |  |  |
|  | 2015年1月3日 ハインツ・フィールド               | 2015年1月3日 ハインツ・フィールド               | 2015年1月3日 ハインツ・フィールド               | 4                      | コルツ                 | 7                                        | 1月10日 ジレット・スタジアム             |                                          |                              |                              |                              |                                        |                                        |                                        |  |  |  |  |
|  | 2015年1月3日 ハインツ・フィールド               | 2015年1月3日 ハインツ・フィールド               | 2015年1月3日 ハインツ・フィールド               |                        | 1                      | ペイトリオッツ                           | 45                                       |                                          |                              |                              |                              |                                        |                                        |                                        |  |  |  |  |
|  | 2015年1月3日 ハインツ・フィールド               | 2015年1月3日 ハインツ・フィールド               | 2015年1月3日 ハインツ・フィールド               |                        | 1                      | ペイトリオッツ                           | 45                                       |                                          |                              |                              |                              |                                        |                                        |                                        |  |  |  |  |
|  | 6                                               | レイブンズ                                      | 30                                              | AFC チャンピオンシップ | AFC チャンピオンシップ | AFC チャンピオンシップ                   |                                          |                                          |                              |                              |                              |                                        |                                        |                                        |  |  |  |  |
|  | 6                                               | レイブンズ                                      | 30                                              | AFC チャンピオンシップ | AFC チャンピオンシップ | AFC チャンピオンシップ                   | 6                                        | レイブンズ                               | 31                           |                              |                              |                                        |                                        |                                        |  |  |  |  |
|  | 3                                               | スティーラーズ                                  | 17                                              | AFC チャンピオンシップ | AFC チャンピオンシップ | AFC チャンピオンシップ                   | 6                                        | レイブンズ                               | 31                           |                              |                              | 2月1日 フェニックス大学スタジアム      | 2月1日 フェニックス大学スタジアム      | 2月1日 フェニックス大学スタジアム      |  |  |  |  |
|  | 3                                               | スティーラーズ                                  | 17                                              | AFC チャンピオンシップ | AFC チャンピオンシップ | AFC チャンピオンシップ                   | 1                                        | ペイトリオッツ                           | 35                           |                              |                              | 2月1日 フェニックス大学スタジアム      | 2月1日 フェニックス大学スタジアム      | 2月1日 フェニックス大学スタジアム      |  |  |  |  |
|  | ワイルドカード・プレーオフ                      |                                                 |                                                 |                        |                        |                                          | 1                                        | ペイトリオッツ                           | 35                           |                              |                              | 2月1日 フェニックス大学スタジアム      | 2月1日 フェニックス大学スタジアム      | 2月1日 フェニックス大学スタジアム      |  |  |  |  |
|  | ディビジョナル・プレーオフ                      |                                                 |                                                 |                        |                        |                                          |                                          |                                          |                              |                              |                              | 2月1日 フェニックス大学スタジアム      | 2月1日 フェニックス大学スタジアム      | 2月1日 フェニックス大学スタジアム      |  |  |  |  |
|  | 2015年1月4日 AT&Tスタジアム                     | 2015年1月4日 AT&Tスタジアム                     | 2015年1月4日 AT&Tスタジアム                     | A1                     | ペイトリオッツ         | 28                                       |                                          |                                          |                              |                              |                              |                                        |                                        |                                        |  |  |  |  |
|  | 2015年1月4日 AT&Tスタジアム                     | 2015年1月4日 AT&Tスタジアム                     | 2015年1月4日 AT&Tスタジアム                     | A1                     | ペイトリオッツ         | 28                                       | 1月11日 ランボー・フィールド             |                                          |                              |                              |                              |                                        |                                        |                                        |  |  |  |  |
|  | 2015年1月4日 AT&Tスタジアム                     | 2015年1月4日 AT&Tスタジアム                     | 2015年1月4日 AT&Tスタジアム                     |                        | N1                     | シーホークス                             | 24                                       |                                          |                              |                              |                              |                                        |                                        |                                        |  |  |  |  |
|  | 2015年1月4日 AT&Tスタジアム                     | 2015年1月4日 AT&Tスタジアム                     | 2015年1月4日 AT&Tスタジアム                     |                        | N1                     | シーホークス                             | 24                                       |                                          |                              |                              |                              |                                        |                                        |                                        |  |  |  |  |
|  | 6                                               | ライオンズ                                      | 20                                              | 第49回スーパーボウル   | 第49回スーパーボウル   | 第49回スーパーボウル                     |                                          |                                          |                              |                              |                              |                                        |                                        |                                        |  |  |  |  |
|  | 6                                               | ライオンズ                                      | 20                                              | 第49回スーパーボウル   | 第49回スーパーボウル   | 第49回スーパーボウル                     | 3                                        | カウボーイズ                             | 21                           |                              |                              |                                        |                                        |                                        |  |  |  |  |
|  | 3                                               | カウボーイズ                                    | 24                                              | 第49回スーパーボウル   | 第49回スーパーボウル   | 第49回スーパーボウル                     | 3                                        | カウボーイズ                             | 21                           |                              |                              | 1月18日 センチュリーリンク・フィールド | 1月18日 センチュリーリンク・フィールド | 1月18日 センチュリーリンク・フィールド |  |  |  |  |
|  | 3                                               | カウボーイズ                                    | 24                                              | 第49回スーパーボウル   | 第49回スーパーボウル   | 第49回スーパーボウル                     | 2                                        | パッカーズ                               | 26                           |                              |                              | 1月18日 センチュリーリンク・フィールド | 1月18日 センチュリーリンク・フィールド | 1月18日 センチュリーリンク・フィールド |  |  |  |  |
|  |                                                 |                                                 |                                                 |                        |                        |                                          | 2                                        | パッカーズ                               | 26                           |                              |                              | 1月18日 センチュリーリンク・フィールド | 1月18日 センチュリーリンク・フィールド | 1月18日 センチュリーリンク・フィールド |  |  |  |  |
|  | NFC                                             |                                                 |                                                 |                        |                        |                                          |                                          |                                          |                              |                              |                              | 1月18日 センチュリーリンク・フィールド | 1月18日 センチュリーリンク・フィールド | 1月18日 センチュリーリンク・フィールド |  |  |  |  |
|  | 2015年1月3日 バンク・オブ・アメリカ・スタジアム | 2015年1月3日 バンク・オブ・アメリカ・スタジアム | 2015年1月3日 バンク・オブ・アメリカ・スタジアム | 2                      | パッカーズ             | 22                                       |                                          |                                          |                              |                              |                              |                                        |                                        |                                        |  |  |  |  |
|  | 2015年1月3日 バンク・オブ・アメリカ・スタジアム | 2015年1月3日 バンク・オブ・アメリカ・スタジアム | 2015年1月3日 バンク・オブ・アメリカ・スタジアム | 2                      | パッカーズ             | 22                                       | 1月10日 センチュリーリンク・フィールド   |                                          |                              |                              |                              |                                        |                                        |                                        |  |  |  |  |
|  | 2015年1月3日 バンク・オブ・アメリカ・スタジアム | 2015年1月3日 バンク・オブ・アメリカ・スタジアム | 2015年1月3日 バンク・オブ・アメリカ・スタジアム |                        | 1                      | シーホークス                             | 28*                                      |                                          |                              |                              |                              |                                        |                                        |                                        |  |  |  |  |
|  | 2015年1月3日 バンク・オブ・アメリカ・スタジアム | 2015年1月3日 バンク・オブ・アメリカ・スタジアム | 2015年1月3日 バンク・オブ・アメリカ・スタジアム |                        | 1                      | シーホークス                             | 28*                                      |                                          |                              |                              |                              |                                        |                                        |                                        |  |  |  |  |
|  | 5                                               | カージナルス                                    | 16                                              | NFC チャンピオンシップ | NFC チャンピオンシップ | NFC チャンピオンシップ                   |                                          |                                          |                              |                              |                              |                                        |                                        |                                        |  |  |  |  |
|  | 5                                               | カージナルス                                    | 16                                              | NFC チャンピオンシップ | NFC チャンピオンシップ | NFC チャンピオンシップ                   | 4                                        | パンサーズ                               | 17                           |                              |                              |                                        |                                        |                                        |  |  |  |  |
|  | 4                                               | パンサーズ                                      | 27                                              | NFC チャンピオンシップ | NFC チャンピオンシップ | NFC チャンピオンシップ                   | 4                                        | パンサーズ                               | 17                           |                              |                              |                                        |                                        |                                        |  |  |  |  |
|  | 4                                               | パンサーズ                                      | 27                                              | NFC チャンピオンシップ | NFC チャンピオンシップ | NFC チャンピオンシップ                   | 1                                        | シーホークス                             | 31                           |                              |                              |                                        |                                        |                                        |  |  |  |  |
|  |                                                 |                                                 |                                                 |                        |                        |                                          | 1                                        | シーホークス                             | 31                           |                              |                              |                                        |                                        |                                        |  |  |  |  |